# 史提夫·達爾西斯
史提夫·達爾西斯（Steve Darcis，1984年3月13日—），是一位比利時職業網球運動員。於2003年轉為職業選手。他獲得過3項單打賽事冠軍，其中有兩項是ATP巡迴賽的冠軍。職業生涯最高排名第44位。
2013年6月25日，2013年溫布頓網球錦標賽，兩星期前才第八次贏得法網男單冠軍的拿度以直落三盤6:7(4:7)、6:7(8:10)、4:6敗給非種子的達爾西斯首圈出局，二十二連勝強勢終止。職業生涯也首度在大滿貫首輪出局。達爾西斯因為肩膊受傷在次圈退出賽事。

## 外部連結
- 官方网站
- 史提夫·達爾西斯（英文/西班牙文）的官方資料
- 史提夫·達爾西斯的國際網球總會 職業／青少年 官方資料（英文）
- 史提夫·達爾西斯的官方資料（英文）